# فری کلاس ان
فری کلاس ان (به انگلیسی: N-class ferry) یک کلاس از کشتی است.